# Liste der Biografien/Enc
Liste der Biografien |
Portal Biografien |
Personensuche
# |
A |
B |
C |
D |
E |
F |
G |
H |
I |
J |
K |
L |
M |
N |
O |
P |
Q |
R |
S |
T |
U |
V |
W |
X |
Y |
Z |
?
 
Ea |
Eb |
Ec |
Ed |
Ee |
Ef |
Eg |
Eh |
Ei |
Ej |
Ek |
El |
Em |
En |
Eo |
Ep |
Eq |
Er |
Es |
Et |
Eu |
Ev |
Ew |
Ex |
Ey |
Ez
 
Ena |
Enb |
Enc |
End |
Ene |
Enf |
Eng |
Enh |
Eni |
Enj |
Enk |
Enl |
Enm |
Enn |
Eno |
Enq |
Enr |
Ens |
Ent |
Enu |
Env |
Enw |
Enx |
Eny |
Enz
Die Liste der Biografien führt alle Personen auf, die in der deutschsprachigen Wikipedia einen Artikel haben. Dieses ist eine Teilliste mit 74 Einträgen von Personen, deren Namen mit den Buchstaben „Enc“ beginnt.

## Enc

### Enca
- Encarnação, José Luis (* 1941), portugiesischer Informatiker
- Encarnação, Telma (* 2001), portugiesische Fußballspielerin
- Encarnacion Despiau, Esmeralda, puerto-ricanische Schwimmerin und Behindertensportlerin
- Encarnación, Randy (* 1992), dominikanischer Fußballschiedsrichter
- Encausse, Hervé d’ (* 1943), französischer Stabhochspringer
- Encausse, Philippe d’ (* 1967), französischer Stabhochspringer

### Ench
- Ench-Amgalan, Bjambasürengiin (* 1971), mongolischer Politiker (MVP)
- Enchanting (1997–2024), US-amerikanische Rapperin und R&B-Sängerin
- Enchbaatar, Bjambadschawyn (* 1950), mongolischer Sprinter
- Enchbajar, Nambaryn (* 1958), mongolischer Politiker und Staatspräsident (2005–2009)
- Enchbat, Nergüin (1962–2022), mongolischer Boxer
- Enchbat, Olonbajaryn (* 1985), mongolischer Badmintonspieler
- Enchbold, Mijeegombyn (* 1964), mongolischer Politiker
- Enchbold, Zandachuugiin (* 1966), mongolischer Politiker, Vorsitzender oder Sprecher des Staates Great Khural (2012–2016)
- Enchdschargal, Tsogtbadsaryn (* 1981), mongolische Ringerin
- Enchdschargal, Tüwschindschargalyn (* 1992), mongolische Radsportlerin
- Enchi, Fumiko (1905–1986), japanische Schriftstellerin
- Enchin (814–891), japanischer Priester des Tendai-Buddhismus
- Enchmanlai, Tsendsürengiin (1956–2025), mongolischer Musiker
- Enchriilen, Lchagwatogoogiin (* 1998), mongolische Judoka
- Enchsaichan, Mendsaichaniin (* 1955), mongolischer Politiker, Premierminister der Mongolei (1996–1998)
- Enchtaiwangiin, Mönch-Erdene (* 1995), mongolischer Fußballspieler

### Enci
- Encina, Francisco Antonio (1874–1965), chilenischer Historiker
- Encina, Juan del (1468–1529), spanischer Komponist, Poet der FrührenaissanceJuan del Encina (1468–1529)

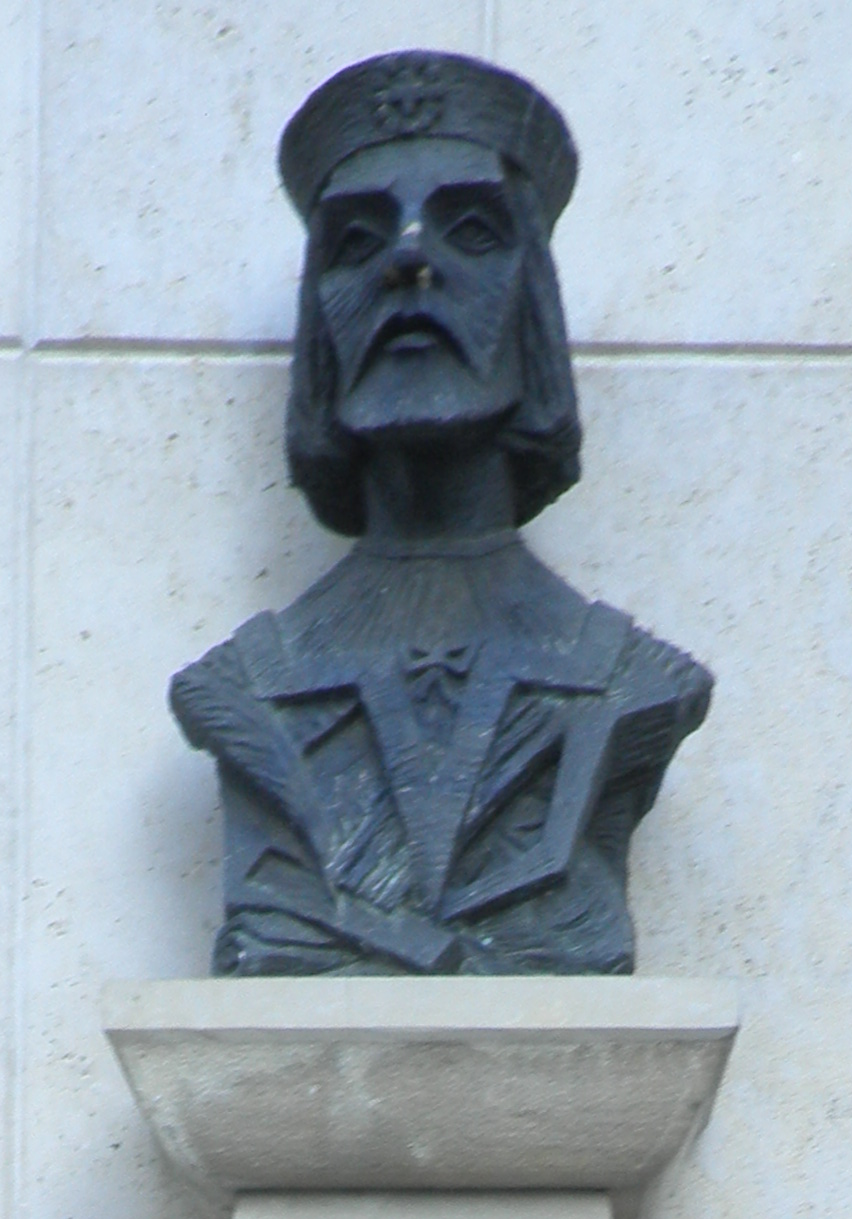
Juan del Encina (1468–1529)

- Encina, Luis, chilenischer Fußballspieler
- Encina, Paz (* 1971), paraguayische Regisseurin und Drehbuchautorin
- Encinar, Alfred (* 2003), spanischer Eishockeyspieler
- Encinar, José Ramón (* 1954), spanischer Dirigent und Komponist
- Encinas, Carlos (* 1964), chilenischer Fußballspieler
- Encinas, Patricia (* 1992), spanische Handballspielerin
- Encinas, Ramón (1893–1967), spanischer Fußballspieler und -trainer
- Enciso, Alberto (* 1980), spanischer Mathematiker
- Enciso, Carlos (* 1967), uruguayischer Politiker
- Enciso, Julio (* 2004), paraguayischer Fußballspieler
- Enciso, Julio César (* 1974), paraguayischer Fußballspieler
- Enciso, Manuel (1925–2013), mexikanischer Fußballspieler
- Enciso, Martín Fernández de, spanischer Geograph, Kartograph und Navigator
- Enciu, Ioan (* 1953), rumänischer Politiker (Partidul Social Democrat), MdEP

### Enck
- Enck, Schuyler (1900–1970), US-amerikanischer Mittelstreckenläufer
- Encke von Arnim, Bettina (1895–1971), deutsche Malerin
- Encke, Albrecht (1935–2022), deutscher Chirurg
- Encke, August (1794–1860), preußischer Generalleutnant
- Encke, August Johann Michael (1749–1795), deutscher evangelisch-lutherischer Geistlicher
- Encke, Dag (* 1965), deutscher Biologe und Zoodirektor
- Encke, Eberhard (1881–1936), deutscher Bildhauer und Medailleur
- Encke, Erdmann (1843–1896), deutscher Bildhauer
- Encke, Fedor (1851–1926), deutscher Porträt- und Genremaler
- Encke, Friedrich (1782–1852), deutscher evangelisch-lutherischer Geistlicher und Pädagoge
- Encke, Fritz (1861–1931), deutscher Gartenarchitekt, königlicher Gartenbaudirektor und städtischer Gartendirektor
- Encke, Fritz Joseph (1904–2000), deutscher Gartenbauschriftsteller und Gärtner
- Encke, Hans (1896–1976), deutscher evangelischer Geistlicher
- Encke, Johann Franz (1791–1865), deutscher Astronom
- Encke, Julia (* 1971), deutsche Kulturjournalistin, Literaturwissenschaftlerin und BuchautorinJulia Encke (* 1971)

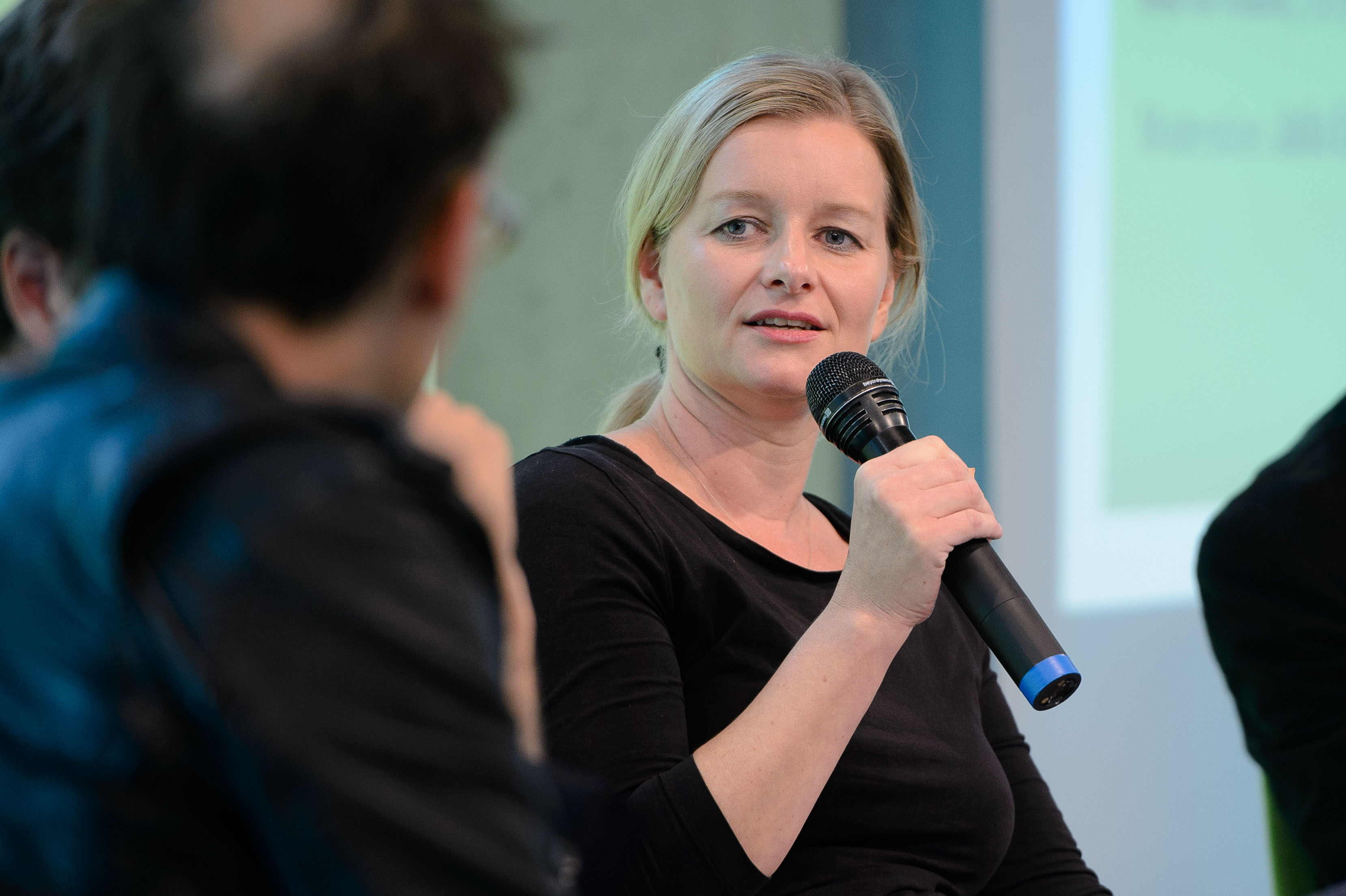
Julia Encke (* 1971)

- Encke, Thorsten (* 1966), deutscher Cellist, Dirigent und Komponist
- Encke, Walter (* 1931), deutscher Zoologe und Zoodirektor
- Encke, Wilhelm (1812–1883), deutscher Schneidermeister und Revolutionär
- Enckell, Carl (1876–1959), finnischer Politiker, Offizier und Diplomat
- Enckell, Magnus (1870–1925), finnischer Maler
- Enckell, Pierre (1937–2011), finnischer Journalist, Romanist, Lexikologe und Lexikograf
- Enckell, Rabbe (1903–1974), finnlandschwedischer Schriftsteller, Dichter und Maler
- Enckell, Robert (* 1959), finnischer Schauspieler
- Enckelman, Peter (* 1977), finnischer Fußballtorwart
- Enckenvoirt, Wilhelm III. von (1464–1534), niederländischer römisch-katholischer Geistlicher, Kardinal und Bischof von Tortosa und Utrecht
- Enckevort, Adrian von (1840–1898), preußischer Offizier und Politiker, Gutsbesitzer in Pommern
- Enckevort, Eduard Friedrich von (1808–1883), preußischer Politiker und Gutsbesitzer in Pommern
- Enckevort, Gerhard von (1868–1945), deutscher Generalmajor
- Enckevort, Gustav Heinrich von (1726–1807), preußischer Justizjurist, Vizepräsident der Pommerschen Regierung
- Enckevort, Henriette von (* 1980), deutsche Politikerin (SPD) und gewählte Abgeordnete in der Hamburgischen Bürgerschaft
- Enckevort, Nadine von (1891–1973), deutsche Malerin
- Enckhausen, Heinrich (1799–1885), deutscher Organist, Komponist und Gesangslehrer
- Enckhausen, Malwine (1843–1932), deutsche Schriftstellerin

### Encr
- Encrenaz, Pierre (* 1945), französischer Radioastronom
- Encrenaz, Thérèse (* 1946), französische Astrophysikerin

### Encu
- Ençü, Kubilay (* 2001), türkischer Leichtathlet